# Alfred Tauber
Alfred Tauber (geboren am 5. November 1866 in Pressburg, Kaisertum Österreich; gestorben am 26. Juli 1942 im KZ Theresienstadt) war ein österreichischer Mathematiker.

## Leben
Tauber war ein Schüler von Emil Weyr in Wien. 1888 wurde er an der Universität Wien mit der Schrift Über einige Sätze der Gruppentheorie promoviert. Im Jahr 1891 veröffentlichte er seine Habilitationsschrift in den Monatsheften für Mathematik und Physik und erhielt den Titel „Privatdocent“ und lehrte über partielle Differentialgleichungen. Parallel arbeitete er von 1892 bis 1908 als Chefmathematiker für die „k. k. private Lebensversicherungsanstalt Phönix“. In dieser Zeit veröffentlichte er unter anderem zehn Beiträge in der o. g. Schriftenreihe, auch seine wichtigsten Arbeiten über Potentialtheorie und Reihen. In seiner Habilitationsschrift von 1891 beschäftigte er sich bereits mit der Hilbert-Transformation für periodische Funktionen (13 Jahre vor Hilbert; ab 1924 wurde sie dann von Hardy eingehender untersucht). Die im Jahr 1897 veröffentlichte Schrift mit dem Titel Ein Satz aus der Theorie der unendlichen Reihen bildete eine neue Richtung in der Analysis, welche heute nach  G. H. Hardy und J. E. Littlewood als  „Taubersche Sätze“ (Tauber-Theorems) bezeichnet wird, sie sind Umkehrsätze der Limitierungsverfahren bzw. Summierungsverfahren. Allgemein spricht man von einem Taubersatz, wenn eine Reihe nach Methode A auch durch Methode B summierbar ist, und speziell bei divergenten Reihen mit B der Konvergenz im üblichen Sinn.
Tauber erhielt 1901 eine Professur an der Universität Wien und übernahm zudem im gleichen Jahr als „Honorardocent“ die Leitung des Lehrstuhls für Versicherungsmathematik der Technischen Hochschule Wien. Er emeritierte 1933, hielt aber weiterhin Vorlesungen an beiden Universitäten bis 1938.
Am 28. Juni 1942 wurde Tauber in das KZ Theresienstadt deportiert, wo er am 26. Juli ermordet wurde.

## Schriften
- Über den Zusammenhang des reellen und imaginären Theiles einer Potenzreihe. 1891, Monatshefte für Mathematik und Physik, Band 2, S. 79–118.
- Ein Satz aus der Theorie der unendlichen Reihen. 1897, Monatshefte für Mathematik und Physik, Band 8, S. 273–277.